# The Locked Heart
The Locked Heart è un film muto del 1918 interpretato e diretto da Henry King.

## Trama
Dopo che sua moglie Ruth è morta di parto, Harry Mason si rifiuta di vedere la neonata: chiude a chiave la stanza della morta, affida la figlia al nonno e parte per un viaggio in Europa. Passano gli anni, ma Harry non riesce a dimenticare. Un giorno, decide di ritornare a casa: Martha è ormai grande e, ignara dell'identità dell'uomo, fa amicizia con lui. Convinto dalla figlia ad aprire la camera chiusa da anni, Harry trova nella stanza della moglie una lettera di Ruth dove lei gli scriveva di prendersi cura, in caso di sua morte, del bambino che sarebbe nato. Pentito di come si è comportato fino a quel momento, Harry accoglie in un abbraccio la figlia.

## Produzione
Il film fu prodotto da E.D. Horkheimer e H.M. Horkheimer per l'Oakdale Productions (Balboa Amusement Producing Company). Venne girato in California, a Long Beach.

## Distribuzione
Distribuito dalla General Film Company, il film uscì nelle sale cinematografiche statunitensi il 20 luglio 1918.
Non si conoscono copie ancora esistenti della pellicola che viene considerata presumibilmente perduta.